# Malojaroslavec
Malojaroslavec (rusky Малояросла́вец) je město v Kalužské oblasti v Ruské federaci. Při sčítání lidu v roce 2010 měl přes třicet tisíc obyvatel.

## Poloha a doprava
Malojaroslavec leží na pravém břehu Luži, pravého přítoku Protvy v povodí Oky. Je vzdálen přibližně šedesát kilometrů severně od Kalugy, správního střediska oblasti. Na severovýchodě sousedí Malojaroslavec s Obninskem.
Přes město prochází železniční trať z Moskvy do Kalugy, Brjansku a Kyjeva. Přímo přes město prochází dálnice A130 z Moskvy směrem na Bělorusko (do Babrujsku).  Jihovýchodně od města prochází dálnice D3 z Moskvy směrem na Kalugu.

## Dějiny
Jaroslavec vznikl na přelomu 14. a 15. století, přičemž jako rok založení se obvykle uvažuje rok 1402. Zakladatelem byl serpuchovský kníže Vladimir. Od roku 1485 byl součástí Moskevského velkoknížectví, kde získal předponu „malý“, pro odlišení od Jaroslavle.
V roce 1776 byl Malojaroslavec povýšen na město. Věhlasu dosáhl Malojaroslavec během Napoleonova ruského tažení, kdy zde 24. října 1812 došlo k bitvě u Malojaroslavce.
Za druhé světové války jej v rámci bitvy před Moskvou obsadila 18. října 1941 německá armáda a Rudá armáda jej dobyla zpět 2. ledna 1942.

## Partnerská města
- Alexin, Rusko